# 名鉄赤沢別荘地
名鉄赤沢別荘地（めいてつあかざわべっそうち）とは、静岡県伊東市の八幡野から赤沢にかけて所在する温泉付き別荘地。
1968年（昭和43年）から分譲開始。分譲・管理は名鉄都市開発（旧名鉄不動産）が行っているが、2025年（令和7年）3月31日付けで当施設の管理事業を会社分割（簡易吸収分割）により、株式会社エンゼルフォレストリゾートに承継予定である。

## 概要
八幡野?赤沢地区の北西部の山中、伊雄山（いおやま）の東側山麓に造成されている大規模な温泉付き別荘地。総区画約920、総棟数約580、定住世帯数約100。

### メガソーラー問題
2015年（平成27年）頃から北隣の山地でメガソーラー建設問題が持ち上がり、周辺住民の反対運動、伊東市の条例制定、訴訟などに発展している。

## 交通アクセス
八幡野港付近（浮山温泉郷に差し掛かる前）の国道135号から西方（山側）へと分岐し、赤沢から大川の山側にある別荘地群の前を通って、伊豆大川駅方面へと至る道路が、外部との出入り口となっている。両端に加えて、赤沢の集落からもこの道路へアクセスできる。
最寄り駅である伊豆急行・伊豆急行線の伊豆高原駅までは約3.5km、車で約10分。別荘地専用の無料送迎バスが1日5往復（水曜運休）運行。